# Chomentów-Socha
Chomentów-Socha (do 2011 Chomętów-Socha) – wieś w Polsce, położona w województwie mazowieckim, w powiecie radomskim, w gminie Skaryszew. Siedziba sołectwa Chomentów-Socha.
Prywatna wieś szlachecka Chomętów-Socha, położona była w drugiej połowie XVI wieku w powiecie radomskim województwa sandomierskiego. W latach 1975–1998 miejscowość należała administracyjnie do województwa radomskiego.
1 stycznia 2011 r. zmieniono urzędowo nazwę miejscowości z Chomętów-Socha na Chomentów-Socha.
Wierni Kościoła rzymskokatolickiego należą do parafii Parafia św. Andrzeja Boboli w Bardzicach.